# Didymopsorella macrospora
Didymopsorella macrospora är en svampart som först beskrevs av Thirum. & Mundk., och fick sitt nu gällande namn av Thirum. 1950. Didymopsorella macrospora ingår i släktet Didymopsorella och familjen Uropyxidaceae.   Inga underarter finns listade i Catalogue of Life.